# 曾頌珊
曾頌珊（英語：Kiddie Tsang Wai-Ki，1991年3月28日—），原名曾慧忯，香港女演員及女歌手。她於2018年參加過ViuTV選秀節目《Good Night Show 廣告女皇》。

## 背景
曾頌珊早年在九龍城區長大，2002年畢業於獻主會小學，繼而升讀新亞中學。她在中學階段已以童星身份參與戲劇演出。中學畢業後投身模特兒界別。及至2018年參加 ViuTV 節目《Good Nigh Show廣告女皇》後拍攝更多電視作品。她現時仍繼續任職模特兒，同時亦參與幕前演出。此外，曾頌珊曾是黃一山的「夢行者影視文化集團有限公司」旗下藝人。

## 演出作品
*以下列表只記錄曾頌珊演出過的劇集作品，若有遺漏，請協助補充相關資料。

### 電視劇

#### ViuTV
| 年份   | 劇集名稱              | 角色             |
| 2016年 | 瑪嘉烈與大衛系列 綠豆 |                  |
| 2020年 | 男排女將              | Joyce            |
| 2023年 | 和解在後              | Ronald之音樂導師 |

#### 香港電台
| 年份   | 劇集名稱   | 角色   |
| 2021年 | 監警最前線 | 李笑容 |

### 電影
- 2008年：《六樓后座二之家屬謝禮》
- 2013年：《未日派對》
- 2014年：《失戀急讓》
- 2022年：《我要做特務》 飾 麗晶[8]
- 2024年：《查無此人》 飾 廖詠珊
- 《橋之戀》[9]

### 網劇
- 2021年：《常綠》 飾 雅典娜

### 舞台劇
- 2017年：《懼鄰》 飾 貂蟬

### 綜藝節目
- 2018年：《Good Nigh Show廣告女皇》 參賽者（ViuTV）

### 音樂錄像
- 《心理戰》 （页面存档备份，存于）主唱
- 《等你不等你》
- 《時間倒流》
- 《戰俘》
- 《彩虹橋》
- 《遺愛》
- 《let me find love》

## 廣告/代言
- 紀萱
- 賞金寶
- Oral-B
- Canon
- 天悅世家Setia Sky Seputeh
- malaysia
- 香港迪士尼
- 松記
- 《吃手手》
- 《三舊腹肌》

## 外部連結
- 曾頌珊的Facebook專頁
- 曾頌珊的Instagram帳戶